# Kewaskum (Wisconsin)
Kewaskum – miasto w Stanach Zjednoczonych, w stanie Wisconsin, w hrabstwie Washington.